# جانکوی
شهر جانکوی (به روسی: Джанкой) در شبه جزیره کریمه در کشور روسیه واقع شده‌است. جمعیت این شهر ۴۳٬۳۴۳ نفر  است.

## نگارخانه

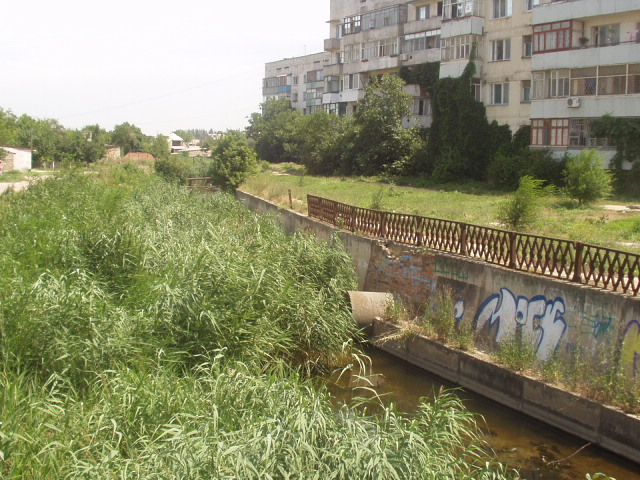
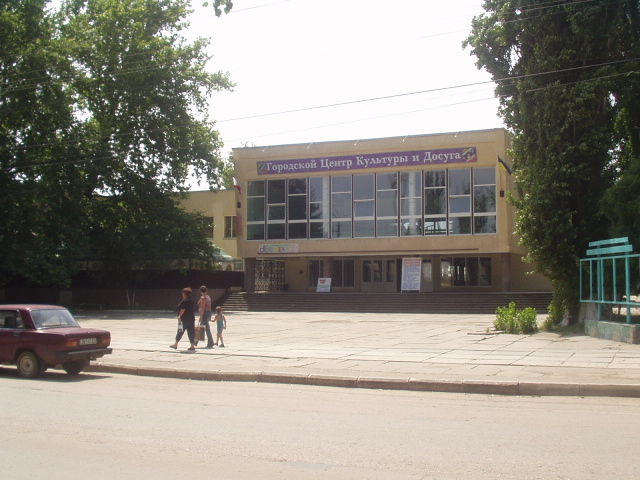
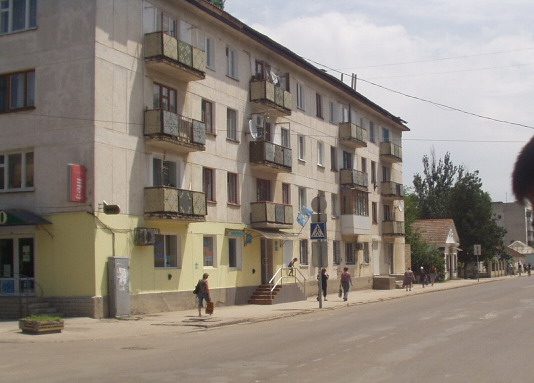
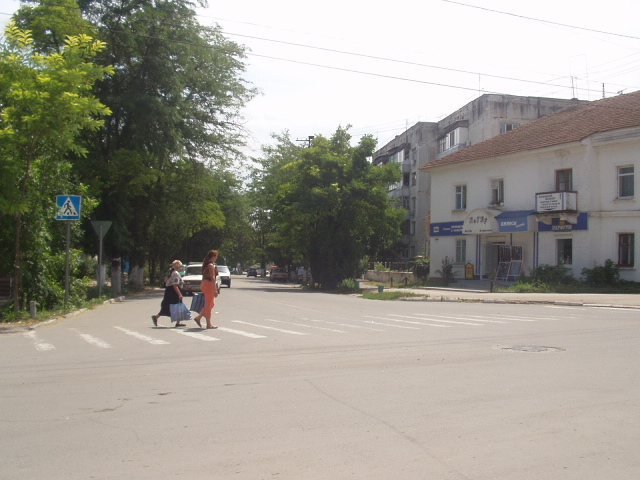